# Tobias Lund Andresen
Tobias Lund Andresen (Taastrup, 20 augustus 2002) is een Deense wielrenner die vanaf 2023 voor het Nederlandse Team Picnic PostNL uitkomt.

## Overwinningen
2019
E3 BinckBank Classic, Junioren
2020
 Deens kampioen op de weg, Junioren
1e, 2e, 3e, en 4e etappe Visegrad 4 Juniors
Eindklassement Visegrad 4 Juniors
2a en 3e etappe Grand Prix Rüebliland
Puntenklassement Grand Prix Rüebliland
2021
7e etappe Ronde van Bretagne
2024
4e, 5e en 7e etappe Ronde van Turkije
Puntenklassement Ronde van Turkije
3e en 5e etappe Ronde van Denemarken
Puntenklassement Ronde van Denemarken
Punten- en jongerenklassement CRO Race
2025
Surf Coast Classic
Puntenklassement Vierdaagse van Duinkerke

## Resultaten in voornaamste wedstrijden
| Jaar | Ronde van Italië | Ronde van Frankrijk | Ronde van Spanje |
| ---- | ---------------- | ------------------- | ---------------- |
| 2023 |                  |                     |                  |
| 2024 | 140e             |                     |                  |
| 2025 |                  | 96e                 |                  |

| Jaar | Gent-Wevelgem | Parijs-Roubaix |
| ---- | ------------- | -------------- |
| 2023 | opgave        | opgave         |
| 2024 |               |                |
| 2025 | opgave        |                |

## Ploegen
- 2021 –  Development Team DSM
- 2022 –  Development Team DSM
- 2023 –  Team DSM
- 2024 –  Team dsm-firmenich PostNL
- 2025 –  Team Picnic PostNL

Andresen · Bardet · Bevin · Bittner · Brenner · Combaud · Dainese · Degenkolb · Dinham · Edmondson · Eekhoff · Hamilton · Heinschke · Hvideberg · Leknessund · Markl · Mayrhofer · Milesi · Naberman · Onley · Poole · Rodenberg · Stork · Tusveld · van Uden · Vandenabeele · Vanhoucke (tot 14/8) · Vermaerke · Welsford
Andresen · Bardet · Barguil · Van den Berg · Bevin · Bittner · Van den Broek · Combaud · Degenkolb · Dinham · Eddy · Edmondson · Eekhoff · Hamilton · Jakobsen · Leemreize · Leijnse · Liepiņš · Märkl · Naberman · Onley · Poole · Roosen · Tusveld · van Uden · Vermaerke · Welten · Koerdt (stagiair)